# Хаджар
Ха́джар (араб. هاجر‎) — жена пророка Ибрахима, отождествленного с библейским Авраамом и мать его старшего сына Исмаила (Измаила). Отождествляется с библейской Агарь.

## История
Когда Сара вместе с Ибрахимом прибыла из Вавилона в Египет, египетский фараон подарил ей Хаджар, а та в свою очередь сделала её своей служанкой. Сара на протяжении длительного периода не имела детей, и по этой причине Сара рекомендовала Ибрахиму жениться на Хаджар. После того, как Хаджар родила от Ибрахима сына Исмаила, Сара стала ревностно относиться как к младенцу, так и к Хаджар. По этой причине Аллах приказал Ибрахиму увести мать с сыном в район Мекки и оставить их там. Ибрахим повиновался и перевёз их в безводную пустыню, а сам вернулся к себе домой. Через некоторое время у Хаджар закончились запасы воды и она была вынуждена пойти на поиски воды. В этот момент под ногами маленького Исмаила появился источник, который называется Замзам.
Хаджар с Исмаилом поселились возле Замзама и спустя некоторое время в район Мекки подошло йеменское племя джурхумитов. Они попросили у Хаджар разрешения поселиться здесь, и она разрешила им остаться. Достигнув совершеннолетия, Исмаил женился на джурхумитке, от которой у него родились 12 сыновей. Хаджар умерла и была похоронена недалеко от Каабы в месте, которое ныне называется Хиджр Исмаил.